# Ion Dumitru
Ion Dumitru (Bucarest, 2 gennaio 1950) è un allenatore di calcio ed ex calciatore rumeno, di ruolo centrocampista.

## Carriera

### Calciatore

#### Nazionale
Con la Nazionale rumena ha preso parte ai Mondiali 1970.

## Palmarès

### Giocatore

#### Club
- Campionato rumeno: 2

Steaua Bucarest: 1975-1976, 1977-1978
- Coppa di Romania: 4

Rapid Bucarest: 1971-1972
Steaua Bucarest: 1975-1976, 1978-1979
Univ. Craiova: 1982-1983

#### Individuale
- Calciatore rumeno dell'anno: 2

1973, 1975

### Allenatore
- Seconda divisione rumena: 1

Jiul Petroșani: 1995-1996
- Campionato siriano: 1

Al Jaish: 1998-1999